# Angeia
Angeia (in greco antico: Ἀγγεία?) era una polis dell'antica Grecia ubicata in Tessaglia.

## Storia
Viene citata nel corso della seconda guerra macedone: Tito Livio la menziona come una delle città devastate dalla lega etolica nel 198 a.C., assieme alla vicina Ctímena durante la ritirata di Filippo V di Macedonia dal territorio della Tessaglia.